# Маньї-ла-Кампань
Маньї́-ла-Кампа́нь (фр. Magny-la-Campagne) — колишній муніципалітет у Франції, у регіоні Нормандія, департамент Кальвадос. Населення — 587 осіб (2011).
Муніципалітет був розташований на відстані близько 185 км на захід від Парижа, 25 км на південний схід від Кана.

## Історія
До 2015 року муніципалітет перебував у складі регіону Нижня Нормандія. Від 1 січня 2016 року належав до нового об'єднаного регіону Нормандія.
1 січня 2017 року Маньї-ла-Кампань, Лез-Отьє-Папйон, Купезарт, Кревкер-ан-Ож, Круассанвіль, Граншам-ле-Шато, Лекод, Маньї-ле-Фрель, Ле-Меній-Може, Мезідон-Канон, Монтей, Персі-ан-Ож, Сен-Жульєн-ле-Фокон i В'є-Фюме було об'єднано в новий муніципалітет Мезідон-Валле-д'Ож.

## Демографія
Динаміка населення (INSEE ):
Розподіл населення за віком та статтю (2006):
| Стать | Всього | До 15 років | 15-24 | 25-44 | 45-64 | 65-85 | Понад 85 |
| --- | ------ | ----------- | ----- | ----- | ----- | ----- | -------- |
| Чоловіки | 267    | 56          | 36    | 84    | 71    | 20    | 0        |
| Жінки | 247    | 48          | 32    | 96    | 55    | 16    | 0        |
| \| Статево-вікова піраміда \| Статево-вікова піраміда \| Статево-вікова піраміда \| \| ----------------------- \| ----------------------- \| ----------------------- \| \| Чоловіки \| Вік \| Жінки \| \| 0 \| 85 + \| 0 \| \| 0 \| 80-84 \| 0 \| \| 8 \| 75-79 \| 8 \| \| 12 \| 70-74 \| 4 \| \| 0 \| 65-69 \| 4 \| \| 8 \| 60-64 \| 12 \| \| 12 \| 55-59 \| 4 \| \| 16 \| 50-54 \| 35 \| \| 35 \| 45-49 \| 4 \| \| 12 \| 40-44 \| 28 \| \| 28 \| 35-39 \| 20 \| \| 16 \| 30-34 \| 28 \| \| 28 \| 25-29 \| 20 \| \| 20 \| 20-24 \| 16 \| \| 16 \| 15-20 \| 16 \| \| 16 \| 10-14 \| 16 \| \| 16 \| 5-9 \| 20 \| \| 24 \| 0-4 \| 12 \| |        |             |       |       |       |       |          |
| Статево-вікова піраміда |        |             |       |       |       |       |          |
| Чоловіки | Вік    | Жінки       |       |       |       |       |          |
| 0 | 85 +   | 0           |       |       |       |       |          |
| 0 | 80-84  | 0           |       |       |       |       |          |
| 8 | 75-79  | 8           |       |       |       |       |          |
| 12 | 70-74  | 4           |       |       |       |       |          |
| 0 | 65-69  | 4           |       |       |       |       |          |
| 8 | 60-64  | 12          |       |       |       |       |          |
| 12 | 55-59  | 4           |       |       |       |       |          |
| 16 | 50-54  | 35          |       |       |       |       |          |
| 35 | 45-49  | 4           |       |       |       |       |          |
| 12 | 40-44  | 28          |       |       |       |       |          |
| 28 | 35-39  | 20          |       |       |       |       |          |
| 16 | 30-34  | 28          |       |       |       |       |          |
| 28 | 25-29  | 20          |       |       |       |       |          |
| 20 | 20-24  | 16          |       |       |       |       |          |
| 16 | 15-20  | 16          |       |       |       |       |          |
| 16 | 10-14  | 16          |       |       |       |       |          |
| 16 | 5-9    | 20          |       |       |       |       |          |
| 24 | 0-4    | 12          |       |       |       |       |          |

## Економіка
2010 року серед 390 осіб працездатного віку (15—64 років) 293 були активними, 97 — неактивними (показник активності 75,1%, у 1999 році було 70,5%). З 293 активних мешканців працювало 270 осіб (147 чоловіків та 123 жінки), безробітними було 23 (7 чоловіків та 16 жінок). Серед 97 неактивних 38 осіб було учнями чи студентами, 35 — пенсіонерами, 24 були неактивними з інших причин.

У 2010 році в муніципалітеті числилось 198 оподаткованих домогосподарств, у яких проживали 562,5 особи, медіана доходів виносила 18 371 євро на одного особоспоживача